# Suffumigi
I suffumigi (anche fumenti) sono inalazioni a vapore che ammorbidiscono, idratano e eliminano il muco dal naso, dalla gola, dai bronchi e  anche dall'interno dell'orecchio. 

## Generalità
Si tratta di un rimedio naturale che aiuta in caso di raffreddore, influenza, laringiti, faringiti, malattie bronchiali o quando si hanno infiammazioni delle mucose nasali, con conseguenti accumulo di muco nelle cavità. Sono ritenuti anche buoni rimedi per la sinusite.
La suffumigazione è una pratica naturale con azione decongestionante, disinfettante ed emolliente.

## Modalità del trattamento
Per iniziare il trattamento bisogna mettersi in posizione seduta con la testa china sopra la pentola, coperta con un asciugamano grande, in modo che il vapore non abbia la possibilità di fuoriuscire dai lati. Si può spostare leggermente il panno per far uscire pian piano il vapore; quando il vapore inizia a diminuire, si sposta sempre di più il panno fino a toglierlo completamente. In tutto il trattamento dura circa 15-20 minuti. È importante che l'inalazione sia ad alternanza, cioè prima attraverso la bocca e successivamente attraverso il naso (prima una narice e poi l'altra). In questo modo sarà molto più facile che il vapore raggiunga tutte le parti del corpo interessate. Evitare di fare i vapori se si ha la febbre alta perché così potrebbe peggiorare la situazione.
Un altro accorgimento, soprattutto in inverno, può essere quello di garantire ad ogni ambiente della casa il giusto grado di umidificazione, soprattutto in camera da letto. L’aria secca, infatti, è il nemico numero uno di naso e gola e accentua i disturbi del raffreddore. Oltre a questi rimedi naturali contro il naso chiuso e il raffreddore, alla base della prevenzione c'è una sana alimentazione in cui non deve mai mancare il giusto apporto di vitamina C, acqua e fibre.

## Piante medicinali utilizzate
In molte affezione delle vie aeree superiori (riniti, sinusiti, angine, tracheiti e bronchiti) gli antisettici possono essere somministrati per fumigazione, inalando i vapori che si ottengono facendo bollire le droghe. Si utilizzano soprattutto piante medicinali ricche di oli essenziali: 
| Eucalyptus globulus   | folia                | Eucalipto          |
| Lavandula officinalis | Summitates floreales | Lavanda            |
| Pinus mugus           | turiones             | Pumilio, Pino mugo |
| Pinus sylvestris      | turiones             | Pino silvestre     |
| Thymus vulgaris       | herba                | Timo               |

### Tisana popolare per inalazione in caso di sinusiti
| Eucalyptus globulus    | folia                | 35 g |
| Pinus sylvestris       | turiones             | 20 g |
| Thymus vulgaris        | summitates floreales | 20 g |
| Lavandula officinalis  | summitates floreales | 15 g |
| Rosmarinus officinalis | summitates floreales | 10 g |

Infuso 5%. Far bollire per 1-2 minuti e fare i fumenti. Per aumentare la formazione dei vapori aggiungere 1 g di sodio bicarbonato.

### Decotto per inalazione
| Eucalyptus globulus | folia    | 50 g |
| Pinus sylvestris    | turiones | 25 g |
| Thymus vulgaris     | herba    | 25 g |

Un cucchiaio in 200 ml di acqua bollente, continuare a far bollire. Per aumentare la formazione dei vapori, aggiungere 1 g di sodio bicarbonato. 

### Tisana per suffumigi e inalazioni
| Eucalyptus globulus | folia    | 10 g |
| Pinus sylvestris    | turiones | 10 g |
| Thymus vulgaris     | herba    | 5 g  |
| Salvia officinalis  | folia    | 5 g  |

Decotto 5%. Fare bollire per 7 minuti. Per aumentare la formazione, dei vapori aggiungere 1 g di sodio bicarbonato. 

### Tisana per suffumigi per emicrania da raffreddore
| Eucalyptus globulus  | folia | 50 g |
| Mentha piperita      | folia | 25 g |
| Eufrasia officinalis | herba | 25 g |

4-5 suffumigi al giorno. 

### Tisana per suffumigi per sinusiti
| Eucalyptus globulus | folia    | 35 g |
| Pinus sylvestris    | turiones | 30 g |
| Thymus vulgaris     | herba    | 20 g |
| Origanum vulgare    | folia    | 15 g |

Decotto 5%. Un cucchiaio in 200 ml di acqua bollente, continuare a far bollire. Per aumentare i vapori aggiungere 1 g di bicarbonato di sodio.